# Jeronim
Jeronim je naselje v Občini Vransko.